# جیمز دیل (بازیکن فوتبال)
جیمز دیل (انگلیسی: James Dale؛ زادهٔ ۱۳ اکتبر ۱۹۹۳) بازیکن فوتبال است.
از باشگاه‌هایی که در آن بازی کرده‌است می‌توان به باشگاه فوتبال بریستول راورز اشاره کرد.